# Wierzbica Dolna
Wierzbica Dolna (deutsch Deutsch Würbitz, 1936–1945 Niederweiden O.S.) ist ein Ort der Gmina Wołczyn in der Woiwodschaft Opole in Polen.

## Geographie

### Geographische Lage
Wierzbica Dolna liegt im nordwestlichen Teil Oberschlesiens im Kreuzburger Land. Das Dorf Wierzbica Dolna liegt rund acht Kilometer nordwestlich vom Gemeindesitz Wołczyn, rund 21 Kilometer nordwestlich der Kreisstadt Kluczbork und etwa 53 Kilometer nördlich der Woiwodschaftshauptstadt Oppeln.
Westlich des Dorfes fließt die Czarna Woda (Schwarzwasser), ein rechter Nebenfluss des Stobers.

### Nachbarorte
Nachbarorte von Wierzbica Dolna sind im Nordwesten Świniary Małe (Klein Blumenau), im Osten Świniary Wielkie (Groß Blumenau), im Süden Wierzbica Górna (Polnisch Würbitz) und im Südwesten Duczów Wielki (Groß Deutschen).

## Geschichte

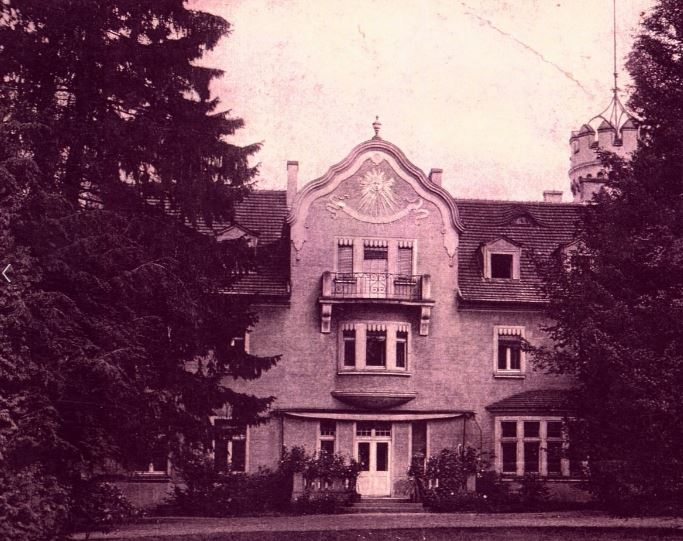
Schloss Deutsch Würbitz – nach 1945 abgebrochen

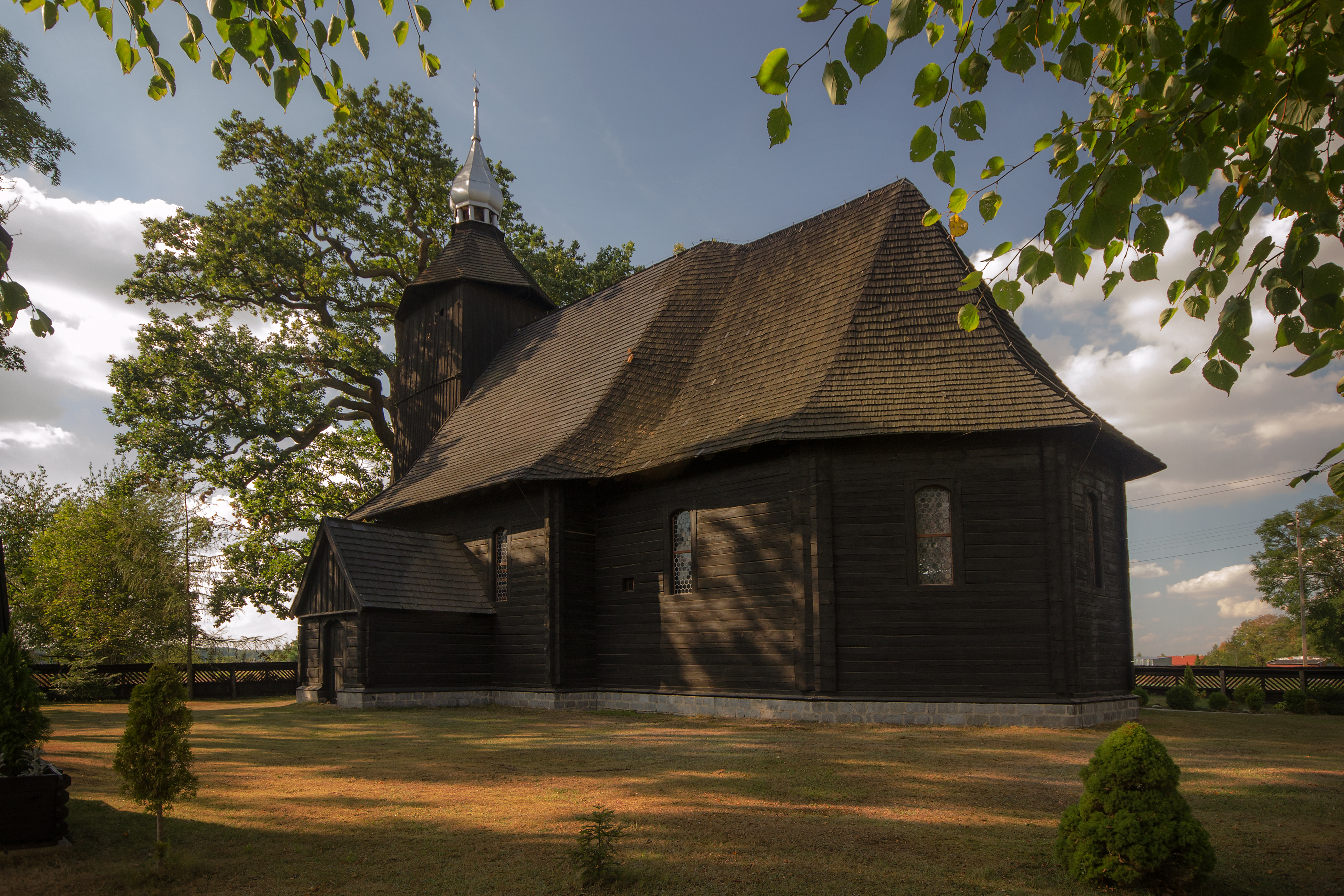
Kreuzerhöhungskirche

Das Dorf wird 1409 erstmals als teutunicule Wirbircz erwähnt. 1412 erfolgte eine Erwähnung des Ortes als Dewtschin Wirbicz. Der Ortsname leitet sich vom polnischen Wort wierzby (dt. Weide) ab. Der slawische Name Wierzbica bedeutet demnach Weidendorf. 1698 wird die Schrotholzkirche erbaut. 1785 lebten in Deutsch Würbitz 253 Menschen.
1845 wird der polnische Name des Dorfes als Niemiecka Wierzbica erwähnt. Im gleichen Jahre bestand das Dorf aus einem Schloss, einer evangelischen Kirche, einer evangelischen Schule, einer Brennerei und weiteren 75 Häusern. 1845 lebten in Deutsch Würbitz 565 Menschen, davon 36 katholisch und 7 jüdisch. 1861 lebten in Deutsch Würbitz 569 Menschen. 1874 wurde der Amtsbezirk Deutsch Würbitz gegründet. Erster Amtsvorsteher war der Rittergutsbesitzer Heinrich von Löbbecke.
1901 wird in Deutsch Würbitz ein neues Schloss erbaut. 1930 wechselte das Schloss samt Ländereien in den Besitz der Oberschlesischen Landgesellschaft. Diese ließ zwischen 1930 und 1932 in Deutsch Würbitz 29 Bauernhäuser errichten. 1933 lebten in Deutsch Würbitz 670 Menschen. Am 27. Mai 1936 wird der Name des Ortes in Niederweiden O.S. geändert. Im gleichen Jahre wird das von Max Andresen entworfene Kriegerdenkmal enthüllt. Zwischen 1934 und 1939 befand sich im Schloss ein Lager für den weiblichen Arbeitsdienst. 1939 lebten in Niederweiden O.S. 655 Menschen. Im Zuge der Kinderlandverschickung lebten 1944 im Schloss Kinder aus Berlin. Bis 1945 gehörte das Dorf zum Landkreis Kreuzburg O.S.
Als Folge des Zweiten Weltkriegs fiel Deutsch Würbitz 1945 wie der größte Teil Schlesiens unter polnische Verwaltung. Nachfolgend wurde der Ort in Wierzbica Dolna umbenannt und der Woiwodschaft Schlesien angeschlossen. 1950 wurde es der Woiwodschaft Oppeln eingegliedert. Das Schloss in Deutsch Würbitz wurde nach 1945 als Getreidelager genutzt und verkam mit der Zeit. Zum Wiederaufbau einiger beschädigter Häuser im Dorf, wurde das Schloss zur Gewinnung von Baumaterial abgebrochen. 1999 kam Wierzbica Dolna zum neu gegründeten Powiat Kluczborski (Kreis Kreuzburg).

## Sehenswürdigkeiten
- Die römisch-katholische Schrotholzkirche Kreuzerhöhungskirche (poln. Kościół Podwyższenia Krzyża Świętego) wurde 1698 als evangelisches Gotteshaus erbaut. Nach Baufälligkeit zu Beginn des 20. Jahrhunderts wurde die Kirche teilweise abgebrochen und 1939 original wieder rekonstruiert.[9] Das Gotteshaus steht seit 1954 unter Denkmalschutz.[4]
- Der erhaltene Schlosspark besitzt eine Größe von zwei Hektar.[10]
- Teufelsstein